# Unglehrt

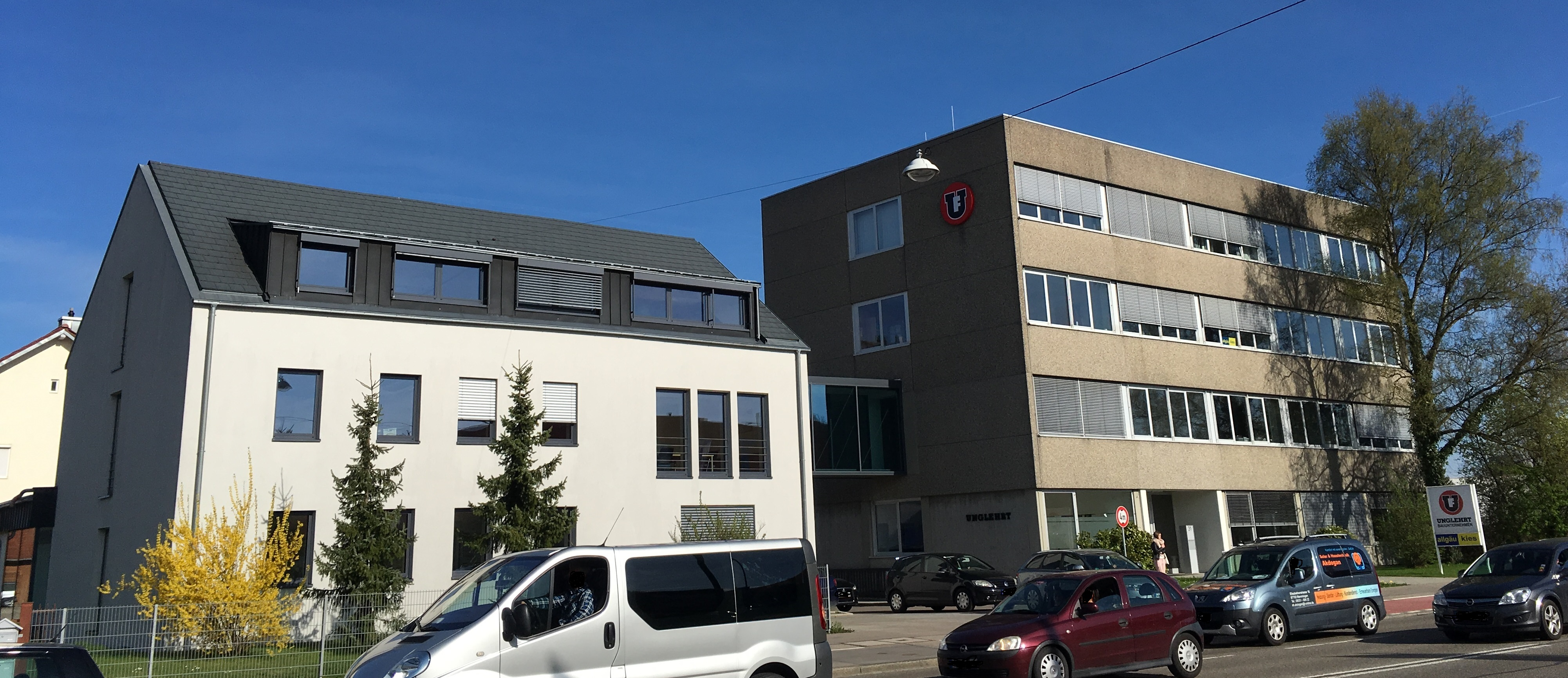
Unglehrt Hauptverwaltung (2017)

Die Unglehrt GmbH & Co. KG ist ein mittelständisches, vornehmlich in Süddeutschland tätiges Bauunternehmen mit Hauptsitz im oberschwäbischen Memmingen in Bayern.

## Tätigkeitsfelder und Aufbau
Die Unternehmensgruppe vereinigt verschiedene Tochterunternehmen, darunter die Hauptgesellschaft, die auf industriellen Schlüsselfertigbau spezialisiert ist, des Weiteren solche auf Investorenprojekte und Immobilienverwaltung (Wohn- und Industriebau GmbH), Kiesabbau (Allgäu Kies), Systemsteinproduktion, Fertigteilproduktion, Direktverkauf von Transportbeton (Transportbetonwerke Aitrach-Memmingen GmbH & Co. KG), Produktion von monolithischen Großbehältern fokussierte.
Das Unternehmen befindet sich seit seiner Gründung in Familienbesitz. Neben der Hauptverwaltung in Memmingen bestehen eine Niederlassung in Brand-Erbisdorf, Sachsen, ein Betonwerk in Darast bei Bad Grönenbach und ein Betonwarenwerk im baden-württembergischen Aitrach.

## Geschichte

### Anfänge
Das Unternehmen wurde 1890 in der Bachgasse in Memmingen von Franz Unglehrt gegründet, der sein Startkapital aus dem Verkauf des väterlichen Zimmermanns-Betriebs gewann. Im Jahre 1900 nahm das Unternehmen die bis heute andauernde Herstellung von Zementrohren und diversen Betonwaren auf und bereits 1915 begründete es das erste Kies- und Schotterwerk in der Region. Die erste Kiesgrube im Memminger Regierungsgebiet befand sich auf dem Gelände des heutigen Stadtweiher-Kindergartens. Vom Hochbau ausgehend wurden ab 1931 die Geschäftsfelder Tiefbau, Straßenbau und Wasserbau erschlossen. 

### Nationalsozialismus
Seit 1939 folgen die ersten europaweiten Einsätze, zu dieser Zeit vor allem kriegsbedingt im Osten des Kontinents. In den Kriegsjahren begann auch die Aufnahme der industriellen Fertigteilproduktion. Als kriegswichtig eingestuftes Unternehmen war es einer der größten Arbeitgeber der Kleinstadt.
Das „Betoneinheits-Massivbaracken-System-Unglehrt“ wurde an über fünf Flugplätzen, verschiedenen Kasernen und militärischen Ausbildungsstätten eingesetzt. Der größte vom Unternehmen ausgeführte nationalsozialistische Militärbau war die Flak-Artillerieschule Altenstadt für eine 250-Mann-Stammbesatzung und 1700 Lehrgangsteilnehmer.

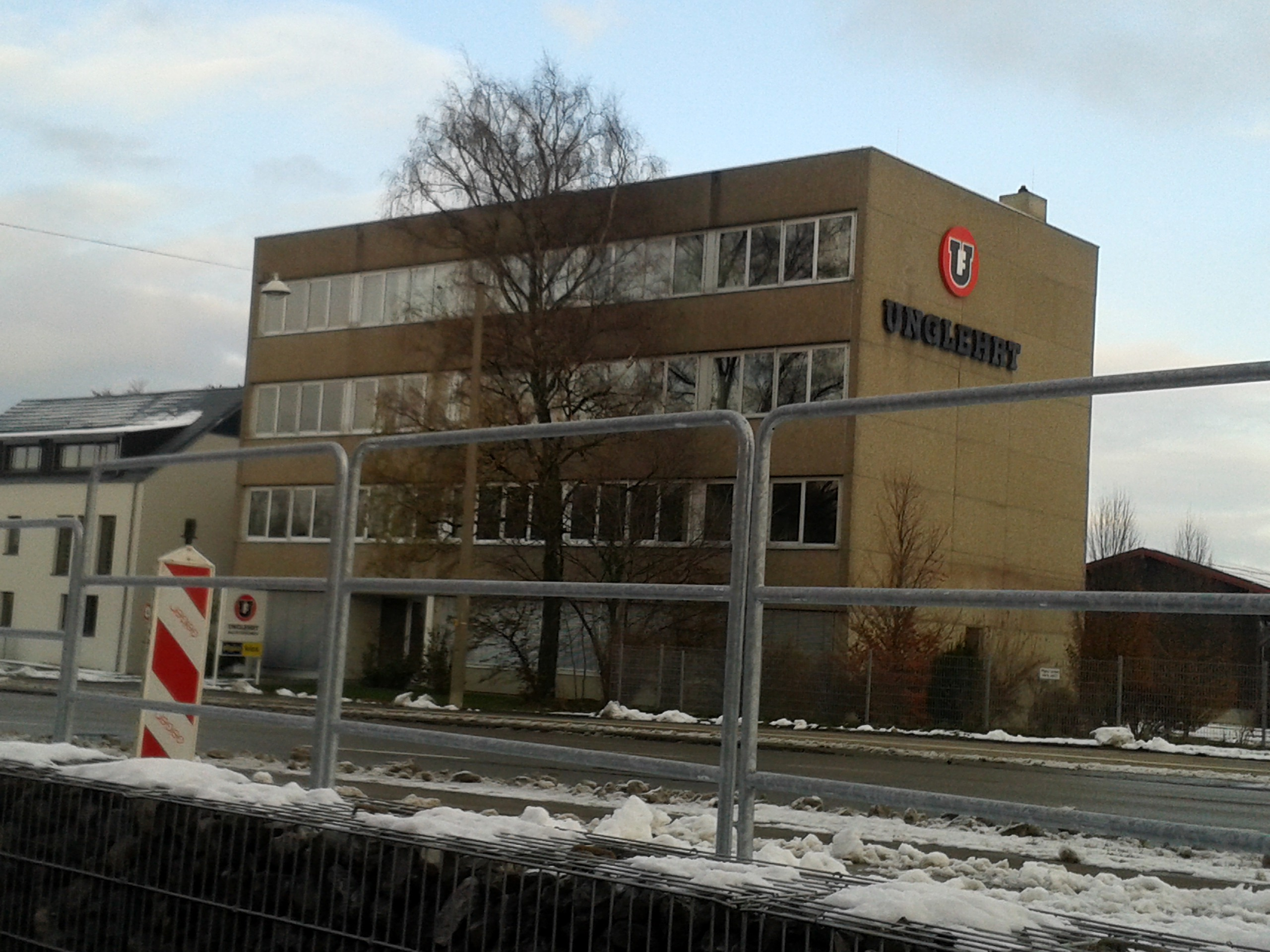
Unglehrt (2013)

### Nachkriegszeit bis Gegenwart
In den 1950er Jahren entwickelte sich das Unternehmen unter Rolf Unglehrts Leitung und beschäftigte zeitweise über 1700 Mitarbeiter. Der Aufschwung war vornehmlich dem Wiederaufbau der Infrastruktur geschuldet.
In den folgenden Jahrzehnten folgte eine Umstrukturierung inklusive gezielter Mitarbeiterverringerung zugunsten von Subunternehmern, um die Wettbewerbsfähigkeit in Süddeutschland zu gewährleisten.
1956 wurden die ersten unternehmenseigenen Stahlbetonfertigteile produziert. Die heute dominierende Sparte des industriellen Schlüsselfertigbaus wurde in den 1970ern aufgebaut.
Mit der Unglehrt GmbH & Co. Sachsen Bau-KG wurde 1991 bei Freiberg die einzige heute noch bestehende Zweigniederlassung des Bauunternehmens außerhalb Süddeutschlands gegründet, die 1995 rund 90 Mitarbeiter beschäftigte. 2004 führte das Unternehmen mit einem schlüsselfertigen Logistikzentrum bei Verona seinen bisher südlichsten Bau aus.

### Weitere historische Niederlassungen
- 1937–1951 München
- 1954–1964 Schwäbisch Gmünd

## Bauten
Die Firma war für Planung und Bau der Rottachtalsperre verantwortlich und wirkte an dem Bau der Kartause Marienau mit.
Bauten in Memmingen
So wurde beispielsweise das im Zweiten Weltkrieg schwer beschädigte Siebendächerhaus in Memmingen durch das Unternehmen wiederaufgebaut.
Zu den in Memmingen realisierten Bauten zählen unter anderem die Bismarckschule (1902), die 1909 errichtete und 1938 unter Mitwirkung des Unternehmens zerstörte Synagoge, der Bahnhof Memmingen, das Polizeirevier Memmingen-Süd, einige der Villen entlang des Stadtgrabens, Nachkriegswohnkomplexe im Osten und in der Berliner Freiheit, die Fabrikations- und Verwaltungsgebäude der Firmen Magnet-Schultz, Dachser, Rohde & Schwarz, Autohaus Reisacher und der Memminger Zeitung.

## Preise
1985 wurde dem Unternehmen der 1. Preis des Cembureau European Award durch die Europäische Kommission zugesprochen.
Der 1952 in das Unternehmen eingetretene Geschäftsführer in dritter Unternehmergeneration, Rolf Unglehrt, wurde für seine Verdienste um den wirtschaftlichen Aufschwung in der Nachkriegszeit mit dem Bundesverdienstkreuz ausgezeichnet.